# Julie Salzano
Julie Salzano (Santa Maria Capua Vetere, 13 octobre 1846 - Casoria, 17 mai 1929) est une religieuse italienne fondatrice des sœurs catéchistes du Sacré-Cœur et reconnue sainte par l'Église catholique.

## Biographie
Julie Salzano né à Santa Maria Capua Vetere alors dans le royaume des Deux-Siciles est élevée et éduquée par les sœurs de la Charité dans l’Orphelinat royal de San Nicola la Strada jusqu’à l’âge de quinze ans. Elle devient institutrice et enseignante de catéchisme à Casoria dans la province de Naples ; elle travaille et est amie avec Catherine Volpicelli. Julie Salzano est connue pour sa dévotion à Marie. Elle encourage les autres à la dévotion à Marie et au Sacré-Cœur.
Elle est béatifiée le 27 avril 2003 par le pape Jean-Paul II. Le 19 février 2010, le pape Benoît XVI annonce sa prochaine canonisation. Elle est canonisée le 17 octobre 2010 et est fêtée le 17 mai.